# Máquina de ensinar de Skinner
Máquina de ensinar de Skinner foi uma proposta de Burrhus Frederic Skinner para a resolução do problema do déficit no processo de aprendizagem humana.

## História
Em um estudo experimental sobre a aprendizagem, constatou-se que o fator contingente da mediação humana pode interferir no processo de aprendizagem do sujeito. Sendo assim, Burrhus Frederic Skinner propôs que fosse dado um reforço por intermédio de máquinas, de modo a que não houvesse decaimento na aprendizagem do indivíduo.
Outro caminho que também o levou à invenção da máquina de ensinar foi a ausência de respostas imediatas aos acertos dos alunos em sala de aula. Segundo ele, a pessoa deveria receber um reforço positivo logo após a sua resposta correta a um estímulo anterior. Como o professor não teria condições de dar respostas tão imediatas, Skinner sugeriu que estas fossem dadas através do uso da máquina de ensinar. O número de contingências de reforço também seria muito mais limitado se viesse de um ser humano, mesmo que este dedicasse tempo integral a apenas um aluno.

## Funcionamento
O aparelho consistia numa caixa com uma abertura na sua parte superior onde se podia visualizar os problemas propostos, que vinham impressos em uma tira de papel. A criança respondia movendo um ou mais dos cursores, onde estavam impressos os dígitos. As respostas eram impressas juntamente com as suas respectivas perguntas. Um botão devia ser girado ao término de cada resposta. Se esta estivesse correta, o botão giraria facilmente. Já se estivesse incorreta, o botão não giraria e o aluno teria que persistir na mesma questão até que conseguisse solucioná-la.
Com o uso da máquina de ensinar, os alunos poderiam progredir no seu próprio ritmo de aprendizagem, vencendo os obstáculos a partir de tentativa e erro. B. F. Skinner defendia que seria fácil de implantá-la nas escolas devido ao seu baixo custo, que foi comparado ao de uma vitrola.